# Llista d'asteroides/183901-184000
| Nom      | Designació provisional | Data de descobriment | Lloc de descobriment | Descobridor/s  |
| -------- | ---------------------- | -------------------- | -------------------- | -------------- |
| 183901 - | 2004 CP83              | 12 de febrer de 2004 | Kitt Peak            | Spacewatch     |
| 183902 - | 2004 CW89              | 11 de febrer de 2004 | Palomar              | NEAT           |
| 183903 - | 2004 CX89              | 11 de febrer de 2004 | Palomar              | NEAT           |
| 183904 - | 2004 CP90              | 12 de febrer de 2004 | Palomar              | NEAT           |
| 183905 - | 2004 CC91              | 12 de febrer de 2004 | Kitt Peak            | Spacewatch     |
| 183906 - | 2004 CP91              | 13 de febrer de 2004 | Desert Eagle         | W. K. Y. Yeung |
| 183907 - | 2004 CO93              | 11 de febrer de 2004 | Palomar              | NEAT           |
| 183908 - | 2004 CN94              | 12 de febrer de 2004 | Kitt Peak            | Spacewatch     |
| 183909 - | 2004 CW96              | 12 de febrer de 2004 | Palomar              | NEAT           |
| 183910 - | 2004 CY99              | 15 de febrer de 2004 | Catalina             | CSS            |
| 183911 - | 2004 CB100             | 15 de febrer de 2004 | Catalina             | CSS            |
| 183912 - | 2004 CS100             | 15 de febrer de 2004 | Catalina             | CSS            |
| 183913 - | 2004 CT100             | 15 de febrer de 2004 | Catalina             | CSS            |
| 183914 - | 2004 CC101             | 15 de febrer de 2004 | Catalina             | CSS            |
| 183915 - | 2004 CO103             | 12 de febrer de 2004 | Palomar              | NEAT           |
| 183916 - | 2004 CP103             | 12 de febrer de 2004 | Palomar              | NEAT           |
| 183917 - | 2004 CF105             | 13 de febrer de 2004 | Kitt Peak            | Spacewatch     |
| 183918 - | 2004 CO107             | 14 de febrer de 2004 | Kitt Peak            | Spacewatch     |
| 183919 - | 2004 CX107             | 14 de febrer de 2004 | Kitt Peak            | Spacewatch     |
| 183920 - | 2004 CM109             | 11 de febrer de 2004 | Socorro              | LINEAR         |
| 183921 - | 2004 CA110             | 14 de febrer de 2004 | Palomar              | NEAT           |
| 183922 - | 2004 CQ112             | 13 de febrer de 2004 | Anderson Mesa        | LONEOS         |
| 183923 - | 2004 CS118             | 11 de febrer de 2004 | Palomar              | NEAT           |
| 183924 - | 2004 CM122             | 12 de febrer de 2004 | Kitt Peak            | Spacewatch     |
| 183925 - | 2004 CG123             | 12 de febrer de 2004 | Kitt Peak            | Spacewatch     |
| 183926 - | 2004 CJ127             | 13 de febrer de 2004 | Kitt Peak            | Spacewatch     |
| 183927 - | 2004 DP                | 16 de febrer de 2004 | Kitt Peak            | Spacewatch     |
| 183928 - | 2004 DY1               | 17 de febrer de 2004 | Kitt Peak            | Spacewatch     |
| 183929 - | 2004 DL2               | 16 de febrer de 2004 | Kitt Peak            | Spacewatch     |
| 183930 - | 2004 DQ4               | 16 de febrer de 2004 | Kitt Peak            | Spacewatch     |
| 183931 - | 2004 DR6               | 16 de febrer de 2004 | Kitt Peak            | Spacewatch     |
| 183932 - | 2004 DT6               | 16 de febrer de 2004 | Kitt Peak            | Spacewatch     |
| 183933 - | 2004 DF9               | 17 de febrer de 2004 | Socorro              | LINEAR         |
| 183934 - | 2004 DK11              | 16 de febrer de 2004 | Kitt Peak            | Spacewatch     |
| 183935 - | 2004 DW19              | 17 de febrer de 2004 | Socorro              | LINEAR         |
| 183936 - | 2004 DA22              | 17 de febrer de 2004 | Catalina             | CSS            |
| 183937 - | 2004 DG22              | 17 de febrer de 2004 | Catalina             | CSS            |
| 183938 - | 2004 DO25              | 16 de febrer de 2004 | Socorro              | LINEAR         |
| 183939 - | 2004 DO27              | 16 de febrer de 2004 | Catalina             | CSS            |
| 183940 - | 2004 DB29              | 17 de febrer de 2004 | Kitt Peak            | Spacewatch     |
| 183941 - | 2004 DX29              | 17 de febrer de 2004 | Socorro              | LINEAR         |
| 183942 - | 2004 DO31              | 17 de febrer de 2004 | Socorro              | LINEAR         |
| 183943 - | 2004 DN32              | 18 de febrer de 2004 | Kitt Peak            | Spacewatch     |
| 183944 - | 2004 DS34              | 19 de febrer de 2004 | Socorro              | LINEAR         |
| 183945 - | 2004 DW34              | 19 de febrer de 2004 | Socorro              | LINEAR         |
| 183946 - | 2004 DG35              | 19 de febrer de 2004 | Socorro              | LINEAR         |
| 183947 - | 2004 DD36              | 19 de febrer de 2004 | Socorro              | LINEAR         |
| 183948 - | 2004 DB40              | 17 de febrer de 2004 | Kitt Peak            | Spacewatch     |
| 183949 - | 2004 DH40              | 18 de febrer de 2004 | Socorro              | LINEAR         |
| 183950 - | 2004 DO40              | 22 de febrer de 2004 | Kitt Peak            | Spacewatch     |
| 183951 - | 2004 DF43              | 23 de febrer de 2004 | Socorro              | LINEAR         |
| 183952 - | 2004 DL44              | 25 de febrer de 2004 | Nogales              | Tenagra II     |
| 183953 - | 2004 DA47              | 19 de febrer de 2004 | Socorro              | LINEAR         |
| 183954 - | 2004 DS47              | 19 de febrer de 2004 | Socorro              | LINEAR         |
| 183955 - | 2004 DG50              | 22 de febrer de 2004 | Kitt Peak            | Spacewatch     |
| 183956 - | 2004 DC52              | 24 de febrer de 2004 | Haleakala            | NEAT           |
| 183957 - | 2004 DK54              | 22 de febrer de 2004 | Kitt Peak            | Spacewatch     |
| 183958 - | 2004 DG56              | 22 de febrer de 2004 | Kitt Peak            | Spacewatch     |
| 183959 - | 2004 DT59              | 25 de febrer de 2004 | Socorro              | LINEAR         |
| 183960 - | 2004 DL60              | 26 de febrer de 2004 | Socorro              | LINEAR         |
| 183961 - | 2004 DM61              | 26 de febrer de 2004 | Socorro              | LINEAR         |
| 183962 - | 2004 DM62              | 17 de febrer de 2004 | Socorro              | LINEAR         |
| 183963 - | 2004 DJ64              | 26 de febrer de 2004 | Kitt Peak            | M. W. Buie     |
| 183964 - | 2004 DJ71              | 26 de febrer de 2004 | Kitt Peak            | M. W. Buie     |
| 183965 - | 2004 DD77              | 18 de febrer de 2004 | Socorro              | LINEAR         |
| 183966 - | 2004 ER1               | 11 de març de 2004   | Palomar              | NEAT           |
| 183967 - | 2004 EQ4               | 11 de març de 2004   | Palomar              | NEAT           |
| 183968 - | 2004 EW6               | 12 de març de 2004   | Palomar              | NEAT           |
| 183969 - | 2004 ES7               | 12 de març de 2004   | Palomar              | NEAT           |
| 183970 - | 2004 EC8               | 13 de març de 2004   | Palomar              | NEAT           |
| 183971 - | 2004 EG8               | 13 de març de 2004   | Palomar              | NEAT           |
| 183972 - | 2004 EA11              | 15 de març de 2004   | Desert Eagle         | W. K. Y. Yeung |
| 183973 - | 2004 EH11              | 10 de març de 2004   | Palomar              | NEAT           |
| 183974 - | 2004 EM15              | 11 de març de 2004   | Palomar              | NEAT           |
| 183975 - | 2004 EX15              | 12 de març de 2004   | Palomar              | NEAT           |
| 183976 - | 2004 ER19              | 14 de març de 2004   | Kitt Peak            | Spacewatch     |
| 183977 - | 2004 EP28              | 15 de març de 2004   | Kitt Peak            | Spacewatch     |
| 183978 - | 2004 EU28              | 15 de març de 2004   | Kitt Peak            | Spacewatch     |
| 183979 - | 2004 EJ31              | 14 de març de 2004   | Palomar              | NEAT           |
| 183980 - | 2004 ED36              | 13 de març de 2004   | Palomar              | NEAT           |
| 183981 - | 2004 EJ37              | 13 de març de 2004   | Palomar              | NEAT           |
| 183982 - | 2004 EH43              | 15 de març de 2004   | Kitt Peak            | Spacewatch     |
| 183983 - | 2004 EH44              | 14 de març de 2004   | Kitt Peak            | Spacewatch     |
| 183984 - | 2004 EQ45              | 15 de març de 2004   | Kitt Peak            | Spacewatch     |
| 183985 - | 2004 EK46              | 15 de març de 2004   | Socorro              | LINEAR         |
| 183986 - | 2004 EH48              | 15 de març de 2004   | Socorro              | LINEAR         |
| 183987 - | 2004 EU51              | 15 de març de 2004   | Socorro              | LINEAR         |
| 183988 - | 2004 EL52              | 15 de març de 2004   | Socorro              | LINEAR         |
| 183989 - | 2004 EF53              | 15 de març de 2004   | Socorro              | LINEAR         |
| 183990 - | 2004 EM53              | 15 de març de 2004   | Socorro              | LINEAR         |
| 183991 - | 2004 EJ54              | 12 de març de 2004   | Palomar              | NEAT           |
| 183992 - | 2004 EX58              | 15 de març de 2004   | Palomar              | NEAT           |
| 183993 - | 2004 EV60              | 12 de març de 2004   | Palomar              | NEAT           |
| 183994 - | 2004 EF63              | 13 de març de 2004   | Palomar              | NEAT           |
| 183995 - | 2004 EU63              | 13 de març de 2004   | Palomar              | NEAT           |
| 183996 - | 2004 EU71              | 15 de març de 2004   | Kitt Peak            | Spacewatch     |
| 183997 - | 2004 EE72              | 15 de març de 2004   | Socorro              | LINEAR         |
| 183998 - | 2004 EQ74              | 13 de març de 2004   | Palomar              | NEAT           |
| 183999 - | 2004 EV76              | 15 de març de 2004   | Catalina             | CSS            |
| 184000 - | 2004 EB78              | 15 de març de 2004   | Catalina             | CSS            |